# Petten
Petten – wieś w Holandii, w prowincji Holandia Północna, w gminie Schagen. Jego gospodarka skupia się głównie na rolnictwie i turystyce.